# John "Pondoro" Taylor
John Howard "Pondoro" Taylor (06 de janeiro de 1904 — 31 de março de 1969), foi um grande caçador de marfim de ascendência irlandesa. Nascido em Dublin, filho de um cirurgião, ele desenvolveu o desejo de ir para a África e se tornar um caçador profissional. Taylor caçava principalmente por conta própria e tinha pouco interesse em orientar clientes. Seus pais pagaram sua passagem para a Cidade do Cabo. Na África, ele experimentou extensivamente diferentes tipos de rifles e calibres, o que o tornou um especialista em rifles para caça de grande porte. Ele é creditado com o desenvolvimento do Fator Taylor KO e é autor de vários livros. John Taylor morreu em 1969 em Londres.